# Georgius de Sclavonia
Georgius de Sclavonia (francosko Georges d'Esclavonie), srednjeveški teološki pisatelj in profesor na pariški Sorboni, * okoli 1355/60, Brežice, † 1416, Tours.
Georgius de Sclavonia, med službovanjem v Franciji znan tudi pod imenom Georgius de Rain, je okoli leta 1400 v glagolici napisal abecedarij krščanske znanosti. Leta 1401 je zagovarjal doktorat v teologiji. Leta 1403 je bilo njegovo ime vključeno na seznam profesorjev Univerze v Parizu. Od leta 1404 do svoje smrti je deloval kot kanonist-spovednik v ženskem samostanu Beaumont v Toursu. S knjigo »Le chasteau de virginite«, napisano v latinskem in francoskem jeziku je odprl zgodovino francoske in evropske književnosti.